# Lord Byron
George Gordon Byron FRS (Londres, 22 de gener de 1788 – Mesolongi, 19 d'abril de 1824), sisè baró de Byron, més conegut com a Lord Byron, fou un polític i poeta anglès, considerat un dels escriptors més versàtils i importants del romanticisme. Les seves obres més conegudes són els poemes narratius Pelegrinatge de Childe Harold i Don Joan, que va quedar incomplet a la seva mort. Fou el pare de la matemàtica i precursora de la programació informàtica Ada Lovelace.
La fama de lord Byron no prové solament de la seva obra, sinó també d'una vida plena d'extravagàncies i escàndols, amb moltes amants, deutes, separacions, al·legacions per incest i sodomia, etc. Entre els fets que més destaquen, hi ha la seva participació personal en revolucions, a Itàlia i a Grècia. Va participar a la Guerra d'independència grega lluitant al costat dels grecs, i va morir en aquest país (es creu que de malària).
Lady Caroline Lamb va dir sobre ell: «Boig, dolent, i perillós de conèixer.»

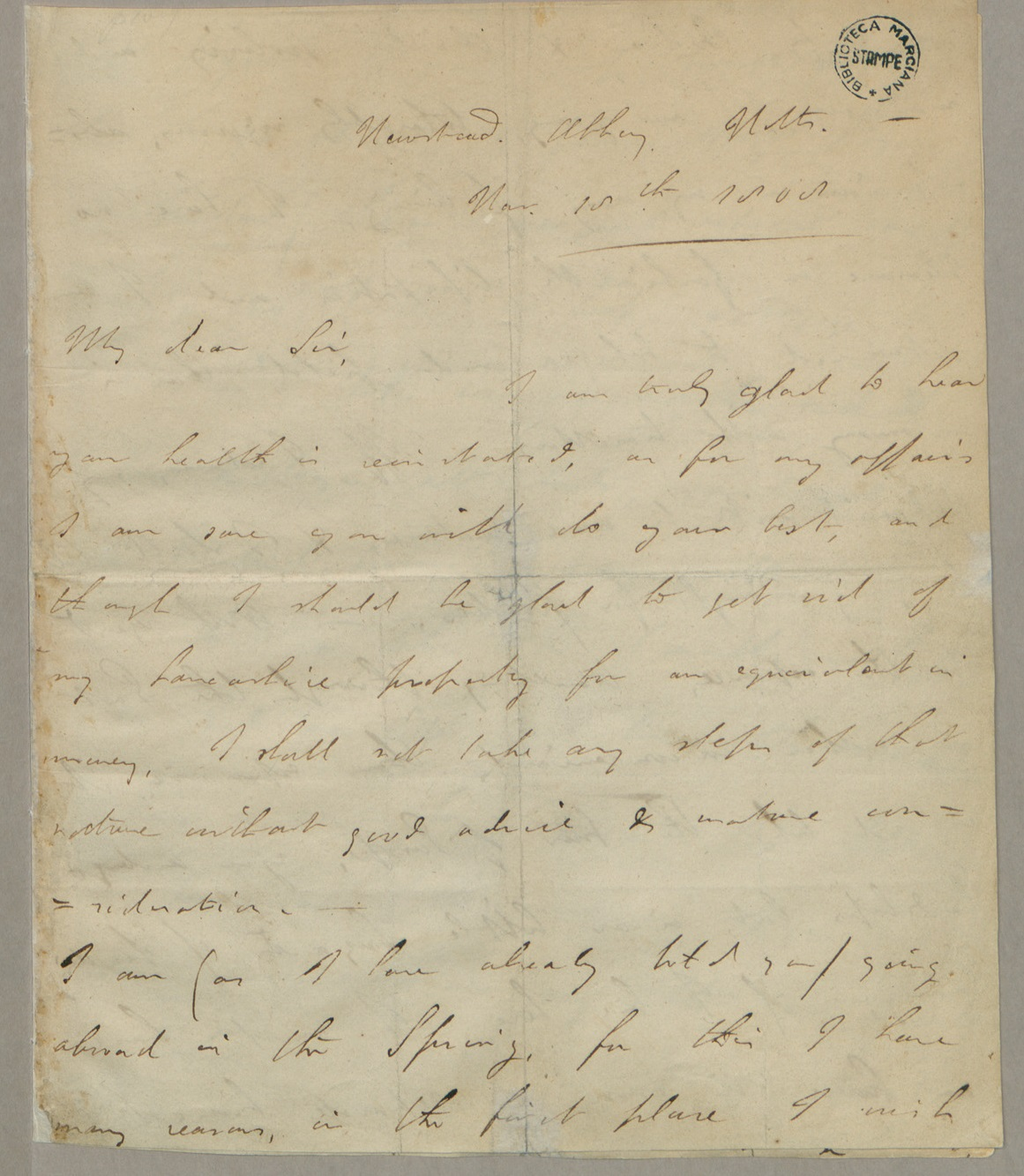
Carta autògrafa a John Hanson. Fondazione BEIC

## Infantesa
George Byron va ser fill del capità John "Mad Byron, cinquè lord Byron, i de la segona esposa d'aquest, lady Catherine Gordon. El seu avi va ser John Byron, també anomenat Foulweather, un vicealmirall britànic que navegà per tot el món. La noblesa de la família paterna provenia del regnat d'Enric VIII d'Anglaterra.
El seu pare va morir el 1791, quan ell tenia tres anys, a Valenciennes (França), en una petita residència propietat de la seva germana. Havia arribat fins allí fugint dels creditors i del terrible temperament de la seva esposa. A França, el pare va mantenir diverses amants i va malgastar sense fre tot el que quedava dels diners de la família. Així, als tres anys i en companyia de la mare a Aberdeen, George va heretar del pare poc més que deutes i les despeses de l'enterrament.
Si l'herència paterna va ser un disgust en l'aspecte material, no es pot dir el mateix de l'herència espiritual. El jove Byron conservaria del seu pare l'amor per la bellesa, el culte a la galanteria i una inclinació cap a la vida llicenciosa. De la mare, en canvi, en va heretar l'afecte que li va donar, la dolçor, però també el seu temperament atroç.
George va néixer amb una petita deformitat al peu dret, els dits del qual estaven girats cap a dins. Ell sempre va creure que la deformació era resultat de la tossuderia de la mare, quan havia rebutjat assistència mèdica en el part. Per aquest problema, el pare va dir que mai no arribaria a caminar. Però el petit Byron, que va haver de calçar una sabata ortopèdica durant tota la infantesa, es va rebel·lar contra la creença del pare, i va aprendre a córrer abans que a caminar, i tot i que va caminar coix, presumia de caminar més ràpid que molts. De jove, les seves maneres li servirien per a dissimular la coixesa fent-la semblar un caminar excèntric i distingit.
Va haver de suportar moltes burles i rebutjos per aquesta deformitat, però amb el temps va aprendre a defensar-se, sota la màxima que "quan un membre s'afebleix sempre n'hi ha un altre que ho compensa", unes paraules a les quals sempre faria honor. A més de la coixesa va sofrir molt pel fred. Sempre va tenir uns ossos fràgils, i això li va causar gran malestar.
La relació entre els pares, que va marcar Byron de manera important, es podria definir com a "tempestuosa". Byron mai no va poder considerar el seu pare com un autèntic amant de la seva mare, però ella, malgrat la rancúnia per tot l'il·lícit en la vida del marit, va quedar trista i inconsolable després de la mort d'ell. Byron descriuria la seva relació amb la mare, lady Catharine, com una aventura de cops i petons. Ella es referia sovint al petit Byron com coix maleït o petit diable, mentre ell l'anomenava vella o la vídua. Malgrat aquesta relació d'amor-odi, Byron diria més tard que la mare va ser l'única persona que l'havia entès.

### Nom
El nom de Byron va canviar totalment la seva vida. Va ser batejat "George Gordon Byron" a Londres. "Gordon" és un nom de baptisme, i no un llinatge, en honor del seu avi matern. Per tal de reclamar l'herència de la seua esposa a Escòcia, el pare de Byron va prendre el cognom addicional "Gordon", convertint-se en "John Byron Gordon", i va ser anomenat de tant en tant "John Byron Gordon of Gight". Byron utilitzà aquest mateix cognom per un temps i es va registrar en l'escola a Aberdeen com "George Byron Gordon". Als 10 anys, va heretar la baronia anglesa de Byron, convertint-se en "lord Byron" i, finalment, es va reduir el doble cognom (encara que a partir d'aquest punt s'oculta el seu cognom per la seva noblesa, en qualsevol cas).
Quan la sogra de Byron va morir, la seua voluntat va ser de canviar el seu cognom a "Noel", per tal d'heretar la meitat de la seva herència, i així va obtenir una reial ordre que li permetia "tenir i utilitzar el cognom de Noel només". Molt excepcionalment, la reial ordre també li va permetre "subscriure aquest llinatge de Noel abans de tots els títols d'honor", i des d'aquest punt que ell mateix signava "Noel Byron" (l'habitual de la signatura d'un company que es limita a la noblesa, en aquest cas simplement "Byron"). Fou també a vegades anomenat "senyor Noel Byron", com si "Noel" fora part del seu títol, igual que la seva esposa va ser a vegades anomenada "senyora Noel Byron". La senyora Byron finalment va succeir a la baronia de Wentworth, convertint-se en "lady Wentworth"; el seu cognom abans del matrimoni havia estat "Milbanke".

## Primera joventut
Més endavant, a Aberdeen (Escòcia), es va iniciar en llatí i història, amb l'ajuda d'un preceptor presbiterià, fins que va entrar a l'Aberdeen Grammar School. Mentre estudiava en la històrica escola va ser requerida la seva presència a Anglaterra, a causa de la mort del seu besoncle William Byron, cinquè lord Byron.
A partir d'aquí li va ser reconegut el títol aristocràtic. Mai no va tenir gaire simpatia per l'aristocràcia, però l'experiència li va fer ampliar horitzons. Va creure créixer de cop, imaginant-se en un futur a la Cambra dels Lords. El jove Byron, la mare i una institutriu van viure junts a l'abadia de Newstead, acabada d'heretar. Tot i l'aspiració a una de nova, la sorpresa va ser descobrir que la propietat estava carregada de deutes i en molt mal estat.
La mare va contractar l'advocat londinenc Hanson per a l'administració dels assumptes familiars, fins que George tingués l'edat suficient. Byron recordaria gratament que aquesta va ser la millor residència que va tenir. Allí va conèixer la seva cosina Mary Duff i se'n va enamorar. Ella el va rebutjar perquè ell era massa jove, i el dolor del rebuig va inspirar a Byron els primers poemes.

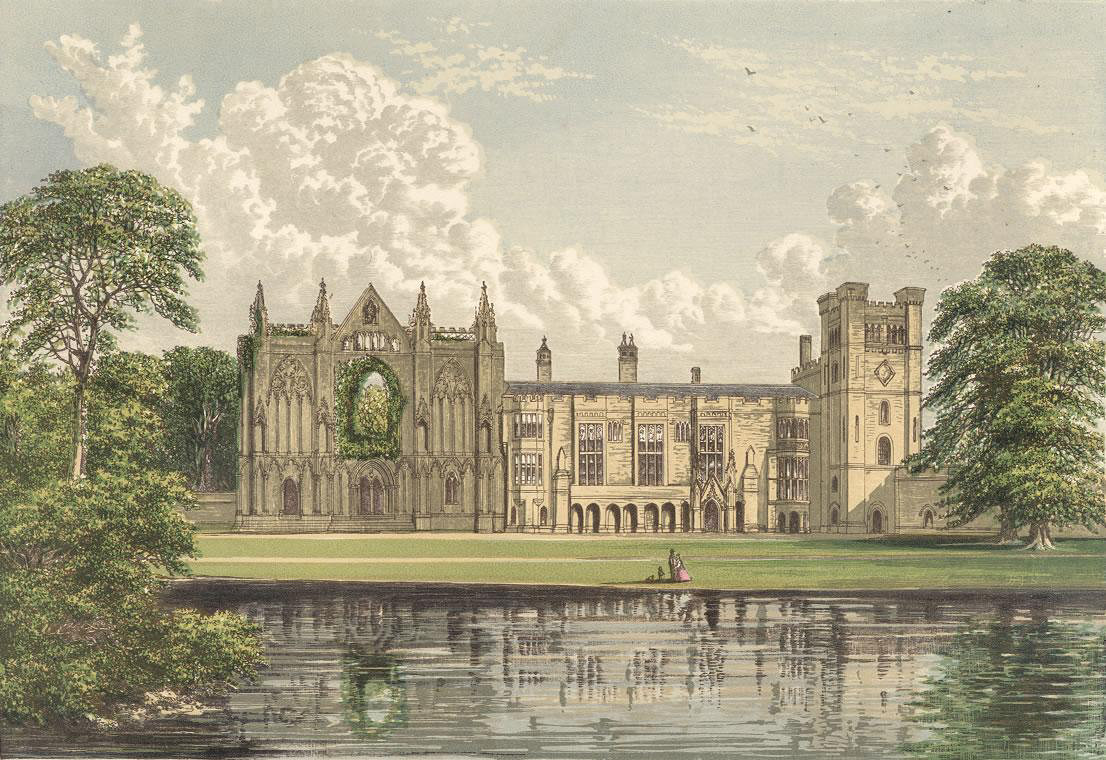
Abadia de Newstead

Val a dir que el besoncle mort havia passat els últims anys vivint gairebé com un ermità, amb una actitud vital contrària a la que va viure abans de recloure's. En aquells anys l'anomenaven "el Malvat", i va viure d'una manera llicenciosa. Va intentar assassinar la seva esposa llançant-la a un llac després d'una discussió domèstica, i va matar en duel William Charworth, d'Annesley Hall, després d'una discussió referent als mètodes per a la caça. D'aquest home en va heretar George el títol familiar, els deutes i la mateixa espasa amb què va travessar el rival.
Byron va ser enviat al col·legi del doctor Glennie, a Dulwich. Allí els seus estudis es van veure interromputs constantment per les manies de la seva afectada mare, que se l'enduia amb ella durant llargs períodes. Durant aquesta època, és quan Byron llegeix una de les seves obres predilectes, Les mil i una nits. El 1801, gràcies en part a una pensió reial de tres-centes lliures que havia rebut la seva mare, Byron va ser admès a Harrow, on completaria els estudis primaris.

## Poeta i aventurer

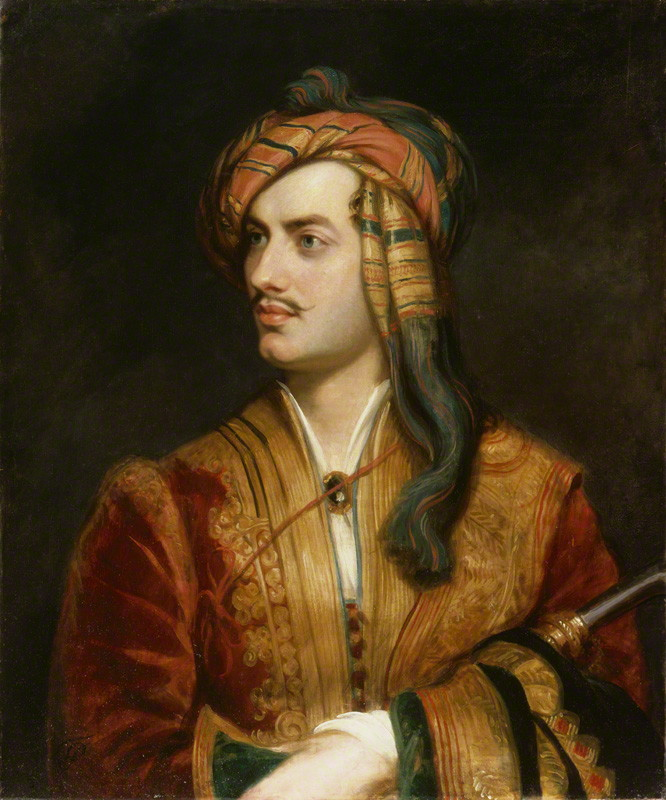
George Gordon Byron, sisè lord Byron, segons un quadre pintat per Thomas Phillips el 1813

El 1802, Byron va viure una primera tragèdia amorosa, en morir la seva cosina Margaret Parker, de la qual també estava enamorat.
El 1805 es va traslladar a la universitat de Cambridge. Aquí, a més de ser un estudiant brillant, destacaria per l'extravagància en el vestir i per dur una vida llicenciosa i malgastadora. Malgrat això, es va guanyar l'àlies de bon noi i va tenir grans amics, com ara lord Broghton i John Hobhouse, que seria capdavanter del Partit liberal. Va ser molt aficionat a escriure versos ja en aquesta època, i gràcies als seus amics Jackson i Angelo va excel·lir en la boxa i l'esgrima.
Va deixar la universitat per falta de diners, i es va mudar al carrer Picadilly, 16, a Londres, on va ser amant d'una prostituta. Després, ja sense diners, va tornar amb la mare a Southwell i es va dedicar en cos i ànima a la poesia. Va publicar el primer llibre de poesies, Composicions fugaces, gràcies a una amiga, Elisabeth Pigot, que li va passar en net els escrits i els va editar. No obstant això, el rector de la zona no va deixar que sortís a la venda i el va cremar, perquè en un dels poemes sortia mal parada una tal Mary.
El 1807 es va publicar en la prestigiosa revista Edinburgh Review el seu llibre de poemes Hores d'oci, que va suscitar opinions dispars. Davant la crítica, sempre responia de forma combativa o escrivint una nova obra. El 1809 va ocupar un escó a la Cambra dels Lords, va escriure la sàtira Bards anglesos i crítics escocesos i va emprendre un viatge de dos anys per Espanya, on el va captivar la bellesa de les espanyoles (va escriure el poema La noia de Cadis) i va tenir una entrevista amb el general Castaños en plena Guerra de la independència. Va viatjar també per Portugal, Albània, Malta i Grècia, on va travessar l'Hel·lespont nedant, juntament amb el seu amic Hobhouse, i on va escriure les sàtires Hints from Horace i La maledicció de Minerva. També va estar a Turquia, on va intentar descobrir Troia. Durant aquests viatges va tenir diverses relacions, tant amb dones com amb homes. L'any 1811 van morir la seva mare i dos dels seus amics en tan sols un mes, cosa que va influir molt sobre el seu ànim, ja que es va obsessionar amb la mort. En aquesta època, es va refugiar en la seva germanastra Augusta Leigh, i va mantenir una relació amb ella que va provocar l'acusació de cometre incest.
La publicació el 1812 dels dos primers cants de Pelegrinatge de Childe Harold, poemes que narren els seus viatges per Europa, el van dur a la fama. A més, va escriure altres obres com El Giaour, La núvia d'Abidos, El corsari i Lara, que van establir allò que s'acabaria anomenant com l'heroi byronià. Per aquesta època va conèixer qui seria el seu biògraf Thomas Moore, amb qui, segons es diu, també va tenir relacions sexuals. També va ser famós el seu affaire amb l'aristòcrata lady Caroline Lamb.
Va ser poc volgut pels altres components de la noblesa pels seus enamoraments continus i per crítiques com la que va fer al duc de Wellington. Fins i tot, va ser insultat públicament en la Cambra dels Lords, per haver defensat el ludisme i els catòlics. Però a ell, realment li importava molt poc i fins i tot li agradava que l'odiessin, perquè en la seva opinió això també volia dir que el temien. El 1815, any que va publicar Melodies hebrees, es va casar amb Anne Isabella Milbanke, a qui li va dir, la nit de noces: "Et penediràs d'haver-te casat amb el diable"; posteriorment, durant la lluna de mel, quan passaven per un poble, van sonar les campanes per un mort, i Byron va comentar: "Segur que aquestes campanes toquen per nosaltres." Després de saber que Byron no li era fidel, Anne Isabella el va abandonar el 1816, després de donar a llum l'única filla legítima del poeta, Augusta Ada. Els rumors sobre les relacions incestuoses de Byron amb la seva germanastra Augusta, els poemes antipatriòtics, l'acusació de sodomia i els dubtes sobre l'estat del seu seny van provocar el seu ostracisme social. Amargat profundament, Byron va abandonar Anglaterra el 1816 i no hi va tornar mai més.

## Exili definitiu
A partir de 1816, començaria una sèrie de viatges per gairebé tot Europa que no acabarien fins a la seva mort. El 1816 va arribar a visitar Waterloo, lloc turístic per excel·lència en aquella època, quan tan sols feia un any que hi va tenir lloc la famosa batalla.
El 1816, es va traslladar a Suïssa i va estar vivint algun temps al costat de Percy Shelley, Mary Shelley i el seu metge personal John William Polidori. Byron va ser molt propens a les malalties, una altra de les causes de les seves depressions. En una nit de tempesta, es van reunir tots quatre a la vil·la Diodati, propietat de Byron, i van decidir escriure relats de terror dignes d'aquella nit llòbrega. Inspirant-se els dos en la personalitat de Byron, Mary Shelley va escriure Frankenstein i Polidori el seu relat El vampir. A Suïssa, Byron va escriure El presoner de Virolat, L'himne a la bellesa intel·lectual, El somni i Estades a Augusta.
Des de 1817 fins a 1822 va estar viatjant per Itàlia, recorrent ciutats com ara Pisa, Gènova i Roma, on va tenir una aventura amb Margarida Cogni i va viure en el palau Nani-Mocenigo, residència que va ser gairebé un harem per a ell, freqüentant les tertúlies de les comtesses Benzoni i Albrizzi. El 1821, va participar en la revolta dels Carbonari a Ravenna i es va allistar en els moviments contra el papa i contra Àustria. En aquell moment, va publicar la seva obra crítica La profecia de Dant. També va arribar a viure un temps a Venècia, on, segons fanfarronejava, havia tingut 250 relacions sexuals amb dones, i on va viure amb la comtessa Teresa Guiccioli, recentment separada del seu ancià marit. Es va apassionar amb la lectura del Faust de Johan Wolfgang Goethe, escriptor a qui admirava i amb qui va mantenir correspondència. Aquesta admiració era recíproca, perquè Goethe va escriure que Byron era "el poeta del present". Byron va escriure Manfred, influït per Goethe; va acabar diversos cants del seu Don Joan i va crear un periòdic amb Percy Shelley anomenat El Liberal.
L'abril de 1822 morí la seva filla il·legítima Allegra (nascuda de la seva relació amb Claire Clairmont, germanastra de Mary Shelley), quan tot just havia fet cinc anys. Byron l'estimava molt. A més, mentre feia un viatge al costat del seu gran amic Percy en goleta (la de Byron anomenada «Bolívar» i la de Percy «Don Joan»); aquest últim va morir en un naufragi el 8 de juliol, juntament amb el capità Williams. Pel setembre, es va instal·lar a Gènova i es va voler dedicar a la política, sense èxit.
.

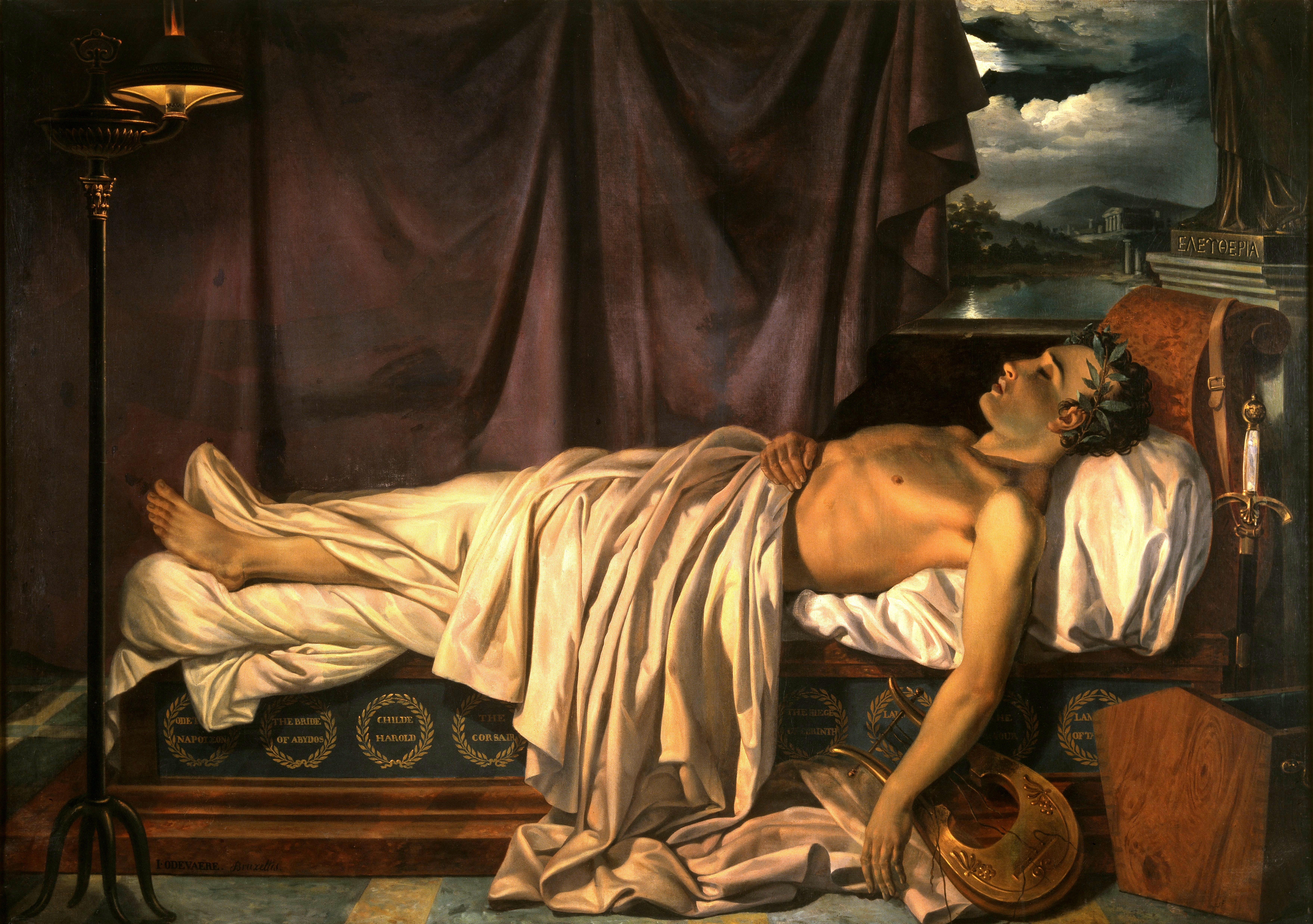
Lord Byron al llit de mort, llenç a l'oli, 166 x 234,5 cm, realitzat per Joseph Denis Odevaere el 1826,
Groeningemuseum, Bruges

El març de 1823 el van designar membre del Comitè de Londres per a la independència de Grècia, i va marxar cap allà el 1824 en la goleta Hercules, amb la intenció de lluitar per la independència del país, llavors part de l'Imperi Otomà. Allí va escriure la seva última composició Als meus trenta-sis anys; va donar 4.000 lliures i se li va designar un regiment; va contactar amb els bandits de Suliotas i va lluitar al seu costat. Va ser rebut com un heroi pels grecs, que volien fer-lo comandant, i va planejar un atac juntament amb el príncep Alexandre Mavrocordatos, però va tenir un atac epilèptic i va contraure la malària.
Els metges li van prescriure unes sagnies però s'hi va negar. Dies després, extenuat per la malaltia i acusant-los d'assassins, va permetre als metges treure-li tota la sang que desitgessin. El 16 d'abril li van practicar la primera sagnia, sense un bon resultat. L'endemà se'n van fer dues més. Va morir el 19 d'abril a Mesolongi, sense haver vist complert el somni de la independència grega. Testimonis presencials van assegurar que, en total, li havien extret uns dos litres de sang, aproximadament. Va morir com tots els lords Byron, als 36 anys, d'acord amb la suposada maledicció que queia sobre ells. «Els estimats dels déus moren joves», havien deixat escrit els clàssics grecs.

## Post mortem
Alfred Tennyson recordaria la reacció de sorpresa a la Gran Bretanya quan es va conèixer la notícia de la mort de Byron. Els grecs van plorar lord Byron profundament, i el varen convertir en un heroi. El poeta nacional de Grècia, Dioníssios Solomós, va escriure un poema sobre la pèrdua inesperada, anomenat A la mort de Lord Byron.
Βύρων (Vyron), la forma grega de Byron, és un nom masculí popular a Grècia, i un suburbi d'Atenes es diu Víronas en honor seu.
El cos de Byron va ser embalsamat i les seves restes varen ser enviades a Anglaterra per ser enterrat a l'abadia de Westminster, però l'abadia es va negar per raons de "moralitat dubtosa". No obstant això, els grecs volien quedar-se una part del seu heroi i, segons algunes fonts, el seu cor es va mantenir a Mesolongi.
Grans multituds varen retre homenatge al seu cos durant dos dies a Londres. Està enterrat a l'església de Santa Maria Magdalena a Hucknall, Nottinghamshire (prop de Newstead Abbey), al costat de la seva mare.
A petició d'Ada Lovelace, la filla que Byron mai va conèixer, va ser enterrada al seu costat. Recentment, l'abadia va permetre un duplicat d'una llosa de marbre donada pel rei de Grècia, que es va col·locar directament sobre la tomba de Byron. Amics de Byron varen aportar 1.000 lliures per construir una estàtua de l'escriptor; Thorvaldsen es va oferir a esculpir-la per aquesta quantitat. No obstant això, deu anys després que l'estàtua va ser acabada, el 1834, la major part d'institucions britàniques la varen rebutjar, i es va mantenir emmagatzemada. L'estàtua va ser rebutjada pel Museu Britànic, la catedral de Saint Paul, l'abadia de Westminster i la National Gallery. El Trinity College de Cambridge, finalment col·locà l'estàtua de Byron a la seva biblioteca.
El 1969, 145 anys després de la mort de Byron, finalment se li va col·locar un monument a l'abadia de Westminster.
El monument havia estat reclamat des de 1907, The New York Times, va escriure: "La gent està començant a preguntar si fer cas omís de Byron no és una cosa de la qual Anglaterra s'hauria d'avergonyir... podria posar-se un bust o una placa al Racó dels Poetes i que Anglaterra abandonés la ingratitud cap a un dels seus fills realment grans".
Robert Ripley va dibuixar un quadre d'Epitafi per a un gos amb la llegenda "el gos de lord Byron té un magnífic sepulcre, mentre que el mateix Byron no en té cap". Aquest va ser un cop dur per als anglesos, en particular els escolars, que varen recaptar fons del seu compte per proporcionar al poeta un monument apropiat.
En una zona molt cèntrica d'Atenes, Grècia, fora del Jardí Nacional, hi ha una estàtua que representa Grècia en forma d'una dona que corona Byron. L'estàtua va ser realitzada pel francès Henri-Michel Chapu i Alexandre Falguière.
A la seva mort, la baronia va passar al cosí de Byron George Anson Byron, un militar de carrera.
Goethe va escriure, davant la notícia de la seva mort: "Descansa en pau, amic meu; el teu cor i la teva vida han estat grans i bells".
Un suburbi d'Atenes va ser anomenat Vyronia en honor seu.

## Obra poètica

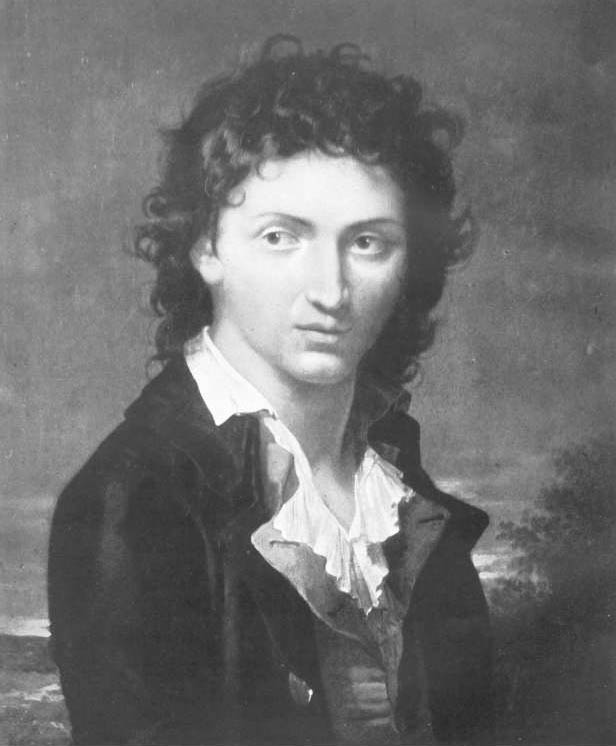
Lord Byron (1803), en una pintura d'Élisabeth Vigée-Lebrun

Byron va ser un escriptor prolífic. El 1833, el seu editor John Murray va publicar 17 volums amb les seves obres completes, inclosa la biografia de Thomas Moore. La seva gran obra, Don Joan, un poema de 17 cants, va ser un dels més importants poemes llargs publicats a Anglaterra, des d'El paradís perdut de John Milton. La influència de Don Joan es va fer sentir en l'àmbit social, polític, literari i ideològic. A Anglaterra va inspirar els autors victorians. Va influir en els autors romàntics del segle xix, sobretot pels seus herois o antiherois (vegeu: heroi byronià). Els seus personatges presenten un caràcter idealitzat però defectuós, els atributs del qual incloïen:
- gran talent
- gran exhibició de passió
- aversió per la societat i per les institucions socials
- frustració per un amor impossible a causa dels límits imposats per la societat o la mort
- rebel·lia
- sofrir exili
- fosc passat
- comportament autodestructiu

Les obres Pelegrinatge de Childe Harold, Lara, Manfred i Don Joan són clarament autobiogràfiques.
A l'Espanya absolutista del rei Ferran VII, i en una Amèrica hispana que lluitava per la seva emancipació, la vida i obra de Byron van tenir una gran influència i van servir d'inspiració als poetes del romanticisme. Va ser un autor admirat per molts dels seus contemporanis, com ara Goethe, Alphonse de Lamartine, Jan Potocki i per uns altres de generacions immediates, com ara Edgar Allan Poe (que va basar moltes de les seves Narracions extraordinàries en personatges de Byron), Mikhaïl Lérmontov, Aleksandr Puixkin, José Marbre, Víctor Hugo, Alexandre Dumas i Charles Nodier.

## Caràcter

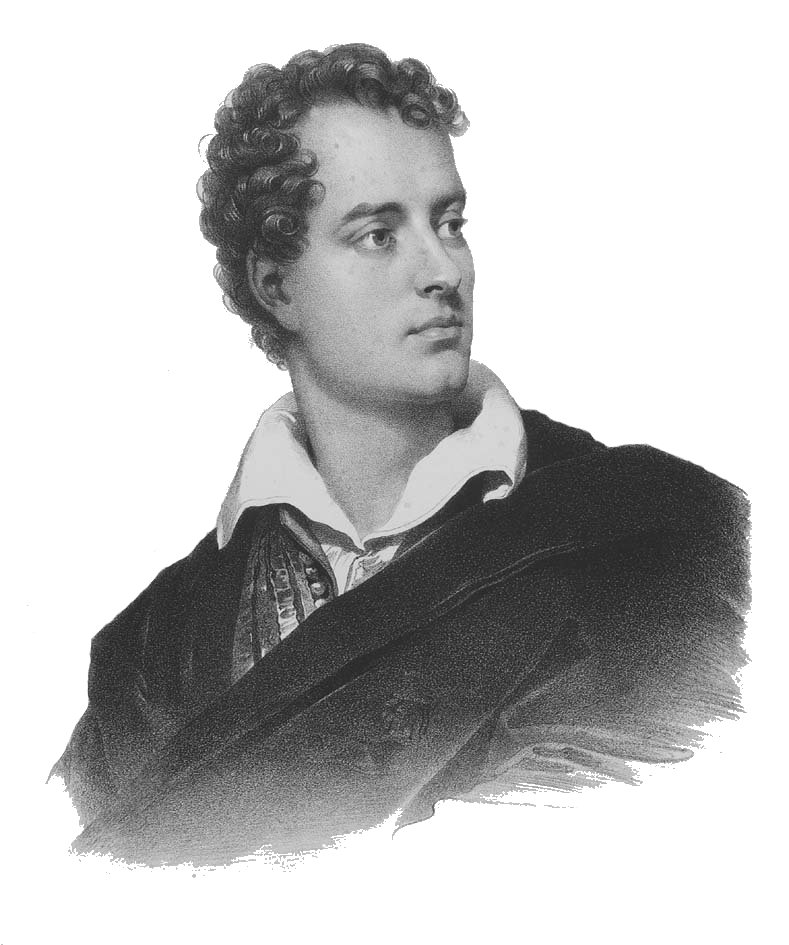
Retrat de lord Byron

Lord Byron va tenir un magnetisme personal particular. Va aconseguir la reputació de ser anticonvencional, excèntric, polèmic, ostentós i controvertit. Molts han atribuït les seves capacitats extraordinàries a un trastorn bipolar, també conegut amb el nom de depressió maníaca. Sempre va ser àcid i cruel. Es va inclinar pels desheretats, els marginats, els miserables com els corsaris i els cosacs. Tota la resta de la societat estava dominada per la hipocresia, començant per la noblesa. Sempre va defensar els més febles i els oprimits, d'aquí el seu suport a Espanya davant la invasió napoleònica, la independència dels estats llatinoamericans, les lluites dels Carbonari italians durant la dominació austríaca, i la independència de Grècia. Va ser un gran admirador de Rousseau. Va tenir gran afició per la companyia dels animals, com pel seu gos Terranova "Boatswain", a la tomba del qual va escriure:
"Aquí reposen
les restes d'una criatura
que fou bella sense vanitat,
forta sense insolència,
valenta sense ferotgia
i va tenir totes les virtuts de l'ésser humà
i cap dels seus defectes"
Byron, mentre estudiava a Cambridge, va guardar un ós en una institució on estaven prohibits els animals domèstics. En altres èpoques, va tenir de companyia una guineu, micos, lloros, gats, una àguila, un falcó, gallines de Guinea, un teixó, oques, una grua egípcia i una garsa.

## Descripció física
Byron, en l'edat adulta, feia una alçada d'1,78 m, i el seu pes variava entre els 60 i 89 kg. Era conegut per la seua bellesa, que ressaltava amb l'ús de paperets en els seus cabells a la nit. Era atlètic, un boxejador competitiu, un genet i un excel·lent nadador. A Harrow, jugava al criquet malgrat la seua coixesa.
Des del seu naixement, Byron patia d'una rara deformitat del seu peu dret (generalment coneguda com a peu sancallós), que li provocava una coixesa que el va condicionar tota la vida, agreujada per la sospita que amb la deguda atenció es podria haver curat. En va ser molt conscient des d'una edat primerenca. Tanmateix, es va negar a utilitzar qualsevol tipus de dispositiu mecànic que hagués pogut millorar la coixesa, tot i que sovint portava sabates especials que dissimulaven el peu deforme.
Byron i altres escriptors, com el seu amic John Cam Hobhouse, van deixar descripcions detallades dels seus hàbits alimentaris. En el moment en què va entrar a Cambridge, va seguir una estricta dieta per controlar-se el pes. Així mateix, feia molt exercici, i en aquell moment portava una gran quantitat de roba que el feia suar. Durant la major part de la seva vida va ser vegetarià i, amb freqüència, va sobreviure dies i dies amb galetes seques i vi blanc. De tant en tant, menjava grans racions de carn i postres, després de les quals es purgava a si mateix. El seu amic Hobhouse al·legava que el seu problema de pes al llarg de la seva vida va ser causat pel dolor del seu peu deforme, que li dificultava fer exercici.

## Influència duradora
La refundació de la Societat Byron, el 1971, reflecteix la fascinació que Byron i la seva obra exerceixen sobre el públic. Aquesta societat s'ha tornat molt activa, publicant una revista anual. Hui en dia unes 36 Societats Byron funcionen arreu del món, i anualment se celebra una Conferència Internacional. Gairebé no passa un any sense l'aparició d'un nou llibre sobre el poeta. En els darrers 20 anys, s'han estrenat dues noves pel·lícules i una sèrie de televisió sobre ell.
Byron va exercir una marcada influència sobre la literatura i l'art de tot el continent europeu, i la seua fama com a poeta continua sent excepcional en molts països europeus, principalment a Gran Bretanya, o americans; encara que no tan alta com en el seu temps, quan va ser per a molts el més gran poeta del món. Byron ha inspirat l'obra de Franz Liszt, Hector Berlioz, i Giuseppe Verdi.

## Obra
- Hores ocioses

Byron, 1830

- Bards anglesos, crítics escocesos (1809)
- Pelegrinatge de Childe Harold (1812-1818)
- La núvia d'Abidos (1813)
- Giaour (1813)
- El corsari (1814)
- Lara (1814)
- Melodies hebrees (1815), obra a la qual posà música amb molt poca inspiració el compositor Isaac Nathan[16]
- El setge de Corint (poema) (1816)
- Parisina (1816)
- El presoner de Chillon (1816)
- El somni (1816)
- Prometeu (1816)
- Les Tenebres (1816)
- Manfred (1817)
- Les lamentacions del Tasso (1817)
- Beppo (1817)
- Mazeppa (1818)
- La profecia de Dant (1819)
- Marí Faliero (1820)
- Sardanàpal (1821)
- Els dos Foscari (1821)
- Caïm (1821)
- La visió del judici (1821)
- Cel i terra (1821), d'aquesta poesia feu una cantata, que fou premiada, el compositor rus Nikolai Roslavetz
- Werner (1822)
- El deformat transformat (1821)
- L'edat de bronze (1823)
- L'illa (1823)
- Als meus trenta-sis anys (1824)
- Don Juan (1819-1824), incomplet a causa de la seva mort.

## Filmografia
- Gavin Gordon interpreta el poeta en la pel·lícula La núvia de Frankenstein (1935).
- Hugh Grant interpreta el poeta en la pel·lícula Remant al vent (1987).

### Obra pròpia en català
- Lord Byron. Cain : un misteri.  Edicions dels Quaderns Crema, 1997. ISBN 978-84-7727-233-5.

### Obra pròpia en castellà
- Lord Byron. Poemas escogidos.  Madrid: Visor libros, 2007. ISBN 978-84-7522-732-0.
- Lord Byron y otros románticos ingleses.  Madrid: Editorial Libsa, 2001. ISBN 84-662-0296-X.
- Lord Byron. Débil es la carne: correspondencia veneciana (1816-1819).  Barcelona: Editorial Tusquets, 1999. ISBN 84-8310-618-3.
- Lord Byron. Mazeppa.  Madrid: Visor libros, 1998. ISBN 978-84-7522-387-2.
- Lord Byron. Don Juan. Tomo II.  Madrid: Ediciones Cátedra, 1994. ISBN 978-84-376-1237-9.
- Lord Byron. Don Juan. Tomo I.  Madrid: Ediciones Cátedra, 1994. ISBN 978-84-376-1215-7.

### Sobre Byron
- Arroyo, Eduardo. El trío calaveras: Goya, Benjamin y Byron-boxeador.  Madrid: Editorial Taurus, 2003. ISBN 978-84-306-0501-9.
- Bocos Rodríguez, Fermín. La venganza de Byron.  Barcelona: Editorial Belacqua, 2003. ISBN 978-84-95894-63-2.
- Matzneff, Gabriel. Lord Byron, la perversión diaria.  Barcelona: Editorial Laia, 1987. ISBN 978-84-7668-132-9.
- Nicolson, Harold. Byron, el último viaje.  Madrid: Editorial Siruela, 2007. ISBN 978-84-9841-093-8.
- Nye, Robert. Las memorias de Lord Byron.  Barcelona: Editorial Edhasa, 1991. ISBN 978-84-350-0560-9.
- Thiollet, Jean-Pierre. Carré d'Art: Barbey d'Aurevilly, lord Byron, Salvador Dali, Jean-Edern Hallier.  Paris: Anagramme éditions, 2008. ISBN 978-2-35035-189-6.
- Villena, Luis Antonio de. El burdel de Lord Byron.  Barcelona: Editorial Planeta, 1995. ISBN 978-84-08-01459-1.